# Julio J. Casal
Julio José Casal (Montevideo, 18 de junio de 1889 - Ib., 7 de diciembre de 1954) fue un poeta, editor y crítico literario uruguayo.

## Biografía
Sus padres fueron Eusebio Casal Aguilar y Josefa Ricordi.
Desde 1909 hasta 1927 fue cónsul en Europa: primero en  La Rochelle -Francia y después en La Coruña.-Galicia-España  y a su regreso a Montevideo formó parte de la Asamblea Representativa hasta 1933, pasa luego al museo Juan Manuel Blanes, de donde es destituido en 1935 y jubilado en forma exigua en 1937.
Participó y llevó adelante las publicación de la revista de artes y letras [Vida (1920), Casa America Galicia 1922-1923) y funda Alfar en septiembre de 1923. Con el primer número (revista Alfar No.33] (1923-1955), fundada en La Coruña y continuada en Montevideo, donde participaron importantes escritores y pintores de la época, Benjamin Jarnés, Buñuel, Federico García Lorca, Gabriela Mistrales, César Vallejo, Alfonso Reyes, Pablo Neruda, Jorge Luis Borges, Paulina Medeiros, Juana de Ibarbourou, Clotilde Luisi, Luisa Luisi, Antonio Machado, Rafael Barradas, amigo-hermano desde la adolescencia en principios de siglo XX  en Montevideo, Cúneo, Torres García, Francisco Miguel, Huici, Norah Borges, entre tantos otros. Es de  influencia ultraísta. Amigo del escritor Juan Ramón Jiménez.
Trabajó en su diagramación, armado, publicidad y contenido hasta su muerte, constituyendo en un instrumento de difusión de sus ideas afirmando que "no hay más realidad que el espíritu ni otra patria que la vida".
Escribió "Exposición de la poesía uruguaya desde sus Orígenes hasta 1940 (antología)" en 1940, obra que recopila los poetas uruguayos, constituyéndose en una obra de referencia fundamental para la historia del género en Uruguay.

## Obras
- Regrets(Poesía), Madrid, 1910
- Allá Lejos (poesía), Madrid, 1912.
- Cielos y Llanuras(Poesía), Madrid, 1914.
- Nuevos Horizontes (poesía), Madrid, 1916.
- Huerto maternal (poesía), Madrid, 1919.
- Humildad (poesía), Madrid, 1921.
- 56 poemas (Poesía), Madrid, 1921.
- Árbol (poesía), La Coruña, 1925.
- Colina de la Música (poesía), Montevideo, 1933.
- Exposición de la poesía uruguaya desde sus Orígenes hasta 1940 (antología), Montevideo, Claridad, 1940.
- Cuaderno de otoño (poesía), Buenos Aires, Losada, 1947.
- Recuerdo de cielo (poesía), Montevideo, 1949.
- Rafael Barradas (Ensayo), Buenos Aires, Losada, 1949.
- Distante álamo (poesía), Montevideo, 1956.
- Poesía, Montevideo, Aquí Poesía, 1964.
- Antología de prosa y poesía, Montevideo, 1966.[[7]]

## Premios y reconocimientos
- Premio "Medalla de oro" por su libro "Cuaderno de otoño"
- Placa conmemorativa en el museo Juan Manuel Blanes, por parte del Municipio de Montevideo (1956)
- Nominación de una calle con el nombre de Julio J. Casal, al cumplirse 30 años de su muerte, por decisión de la Intendencia Municipal de Montevideo
- Placa recordatoria en el frente de la que fuera su casa, en la calle Bartolito Mitre 2921, por parte de la IMM
- Edición de un sello por parte de la Dirección Nacional de Correos, en 1989
- Nominación de la escuela pública 243 de Montevideo, por parte del Poder Legislativo en 2000[8]
- Carlos García / Pilar García-Sedas: "Julio J. Casal (1889-1954), alfarero y poeta entre dos orillas" ,  Montevideo: Biblioteca Nacional, 2013.[1]